# Suregada capuronii
Suregada capuronii là một loài thực vật có hoa trong họ Đại kích. Loài này được Leandri miêu tả khoa học đầu tiên năm 1957.